# Тензорный анализ

Полный тензор механических напряжений σ в декартовых координатах

Тензорный анализ — обобщение векторного анализа, раздел тензорного исчисления, изучающий дифференциальные операторы, действующие на алгебре тензорных полей {\displaystyle D(M)} дифференцируемого многообразия {\displaystyle M}. Рассматриваются также операторы, действующие на более общие, чем тензорные поля, геометрические объекты: тензорные плотности, дифференциальные формы со значениями в векторном расслоении.
Наибольший интерес представляют операторы, действие которых не выводит за пределы алгебры {\displaystyle D(M)}, среди таковых — ковариантная производная, производная Ли, внешняя производная, тензор кривизны невырожденного, дважды ковариантного тензора.

## Ковариантная производная
Ковариантная производная вдоль векторного поля {\displaystyle X} — линейное отображение {\displaystyle \nabla _{X}} пространства векторных полей {\displaystyle D^{1}(M)} многообразия {\displaystyle M}, зависящее от векторного поля {\displaystyle X} и удовлетворяющее условиям:
{\displaystyle \nabla _{fX+gV}Z=f\nabla _{X}Z+g\nabla _{V}Z,}
{\displaystyle \nabla _{X}(fZ)=f\nabla _{X}Z+(Xf)Y,}
где {\displaystyle X}, {\displaystyle Y}, {\displaystyle Z\in D'(M)}, {\displaystyle f}, {\displaystyle g} — гладкие функции на {\displaystyle M}. Определяемые этим оператором связность {\displaystyle \Gamma } и параллельное перенесение позволяют распространить действие ковариантной производной до линейного отображения алгебры {\displaystyle D(M)} в себя; при этом отображение {\displaystyle \nabla X} есть дифференцирование, сохраняет тип тензорного поля и перестановочно со свёрткой.
В локальных координатах {\displaystyle u^{1},\;u^{2},\;\ldots ,\;u^{n}} ковариантная производная тензора с компонентами {\displaystyle T\left(T_{j_{1}\ldots {j_{m}}}^{i_{1}\ldots {i_{l}}}\right)} относительно вектора {\displaystyle X=\xi ^{i}{\frac {\partial }{\partial u^{i}}}} определяется как:
{\displaystyle \nabla _{X}T=\xi ^{s}\left({\frac {\partial T_{j_{1}\ldots m}^{i_{1}\ldots i_{l}}}{\partial u^{s}}}+\Gamma _{k_{s}}^{i_{1}}T_{j_{1}\ldots j_{m}}^{k\ldots i_{l}}+\ldots -\Gamma _{j_{i,s}}^{k}T_{k\ldots j_{m}}^{i_{1}\ldots i_{l}}\right),}
{\displaystyle \Gamma _{ks}^{i}} — объект связности {\displaystyle \Gamma }.

## Производная Ли
Производная Ли вдоль векторного поля {\displaystyle X} — отображение {\displaystyle L_{X}} пространства {\displaystyle D'(M)}, определяемое формулой {\displaystyle L_{X}:Y\to [X,\;Y]}, где {\displaystyle [X,\;Y]} — коммутатор векторных полей {\displaystyle X}, {\displaystyle Y}. Этот оператор также однозначно продолжается до дифференцирования {\displaystyle D(M)}, сохраняет тип тензоров и перестановочен со свёрткой. В локальных координатах производная Ли тензора {\displaystyle T\left(T_{j_{1}\ldots {j_{m}}}^{i_{1}\ldots {i_{l}}}\right)} выражается так:
{\displaystyle L_{X}T=\xi ^{k}{\frac {\partial T_{j_{1}\ldots j_{m}}^{i_{1}\ldots i_{l}}}{\partial u^{k}}}+T_{k\ldots j_{m}}^{i_{1}\ldots i_{l}}{\frac {\partial \xi ^{k}}{\partial u^{i}}}+\ldots -T_{j_{1}\ldots j_{m}}^{k\ldots i_{l}}{\frac {\partial \xi ^{i_{1}}}{\partial u^{k}}}-\ldots }

## Внешняя производная
Внешний дифференциал (внешняя производная) — линейный оператор {\displaystyle d}, сопоставляющий внешней дифференциальной форме (кососимметричному ковариантному тензору) степени {\displaystyle p} форму такого же вида и степени {\displaystyle p+1}, удовлетворяющий условиям:
{\displaystyle d(\omega _{1}\wedge \omega _{2})=d\omega _{1}\wedge \omega _{2}+(-1)^{r}\omega _{1}\wedge d\omega _{2},\quad d(d\omega )=0,}
где {\displaystyle \wedge } — символ внешнего произведения, {\displaystyle r} — степень {\displaystyle \omega _{1}}. В локальных координатах внешняя производная тензора {\displaystyle \omega \langle \omega _{i_{1}\ldots i_{p}}\rangle } выражается так:
{\displaystyle d\omega =\sum _{n=0}^{\infty }(-1)^{k}{\frac {\partial \omega _{i_{1}\ldots {\hat {i}}_{k}\ldots i_{p+1}}}{\partial u^{i_{k}}}}.}
Оператор {\displaystyle d} — обобщение оператора {\displaystyle \mathrm {rot} }.

## Тензор кривизны
Тензор кривизны симметричного невырожденного дважды ковариантного тензора {\displaystyle g_{if}} представляет собой действие некоторого нелинейного оператора {\displaystyle R}:
{\displaystyle g_{if}\to R_{mlk}^{s}={\frac {\partial \Gamma _{km}^{s}}{\partial u^{l}}}-{\frac {\partial \Gamma _{kl}^{s}}{\partial u^{m}}}+\sum _{p}\left(\Gamma _{lp}^{s}\Gamma _{km}^{p}-\Gamma _{mp}^{s}\Gamma _{kl}^{p}\right)},
где
{\displaystyle \Gamma _{jk}^{i}={\frac {1}{2}}g^{is}\left({\frac {\partial g_{js}}{\partial u^{k}}}+{\frac {\partial g_{ks}}{\partial u^{j}}}-{\frac {\partial g_{jk}}{\partial u^{s}}}\right)}.